# ハーヴェイ・ハンフリー・ベイカー
ハーヴェイ・ハンフリー・ベイカー（英: Harvey Humphrey Baker、1869年4月11日 - 1915年4月10日）は、アメリカ合衆国の法律家、判事。

## 経歴・人物
マサチューセッツ州ブルックリンの出身。1894年ハーバード大学法学部の修士となり、法律家となった。同国の少年裁判所運動に貢献しており、1906年には出身地であるマサチューセッツ州のボストン少年裁判所の創設期に最初の判事として就任し、1915年に死去するまで同裁判所の判事を務めた。
死去から2年後の1917年4月に少年裁判所を創設したボストンにて彼の名に因んで少年相談所ベイカー判事財団が設立された。